# Стоилов, Константин
Константин Стоилов Константинов, более известный как Константин Стоилов, (5 октября 1853, Пловдив — 5 апреля 1901, София) — болгарский политический деятель, один из руководителей Консервативной партии, создатель Народной партии. Руководитель министерств правосудия, иностранных дел, внутренних дел, финансов. 2 раза занимал должность Премьер-министр Болгарии.

## Биография
Родился 5 октября 1853 года в Пловдиве. Учился в «Роберт коллеже», Стамбул. Обучался праву в Гейдельбергском университете, где получил докторскую степень. В 1878—1879 годах был судьёй в городах Пловдив и София. Руководил политическим кабинетом (1880—1883) князя Александра Батенберга и поддержал отмену Тырновской конституции.
С 1884 года — член Болгарского литературного общества.
Во время Сербско-болгарской войны (1885) командовал кавалерийским взводом. Был награждён орденом «За храбрость», IV степени.
После переворота против Александра Батенберга в августе 1886 года поддержал Стефана Стамболова и контрпереворот. После отречения Батенберга от болгарского трона, входил в состав делегации, посланной в Европу для поиска нового князя.
В 1886—1888 годах министр в правительствах Петко Каравелова и Васил Радославова. В 1887 году премьер-министр Болгарии. Министр правосудия в кабинете Стамболова. В 1888 году ушёл в оппозицию. После свержения Стамболова и победы Народной партии (создана Стоиловым) на выборах в 1894 года снова стал премьер-министром (1894—1899 годах). С его правлением связан экономический подъём в Болгарии, начавшийся во время правления Стамболова.
Константин Стоилов скончался от пневмонии 5 апреля 1901 года. Похоронен в Софии 7 апреля 1901 года.

## Семейство
Константин Стоилов был женат на Христине Тыпчилештовой (31 марта 1888). Дети: Стоил, Христо, Петко, Мария и Борис.